# Деян Якович
Деян Якович (англ. Dejan Jaković, серб. Дејан Јаковић, нар. 16 липня 1985, Карловац) — канадський футболіст сербського походження, захисник клубу «Нью-Йорк Космос».
Виступав, зокрема, за «Ді Сі Юнайтед» та «Сімідзу С-Палс», а також національну збірну Канади.

## Клубна кар'єра
Народився в місті Карловац у Югославії (нині — Хорватія) в родині етнічних сербів. У віці шести років він емігрував з батьками до Канади, оскільки на батьківщині почалася війна за незалежність Хорватії. Сім'я оселилася в Етобіко.

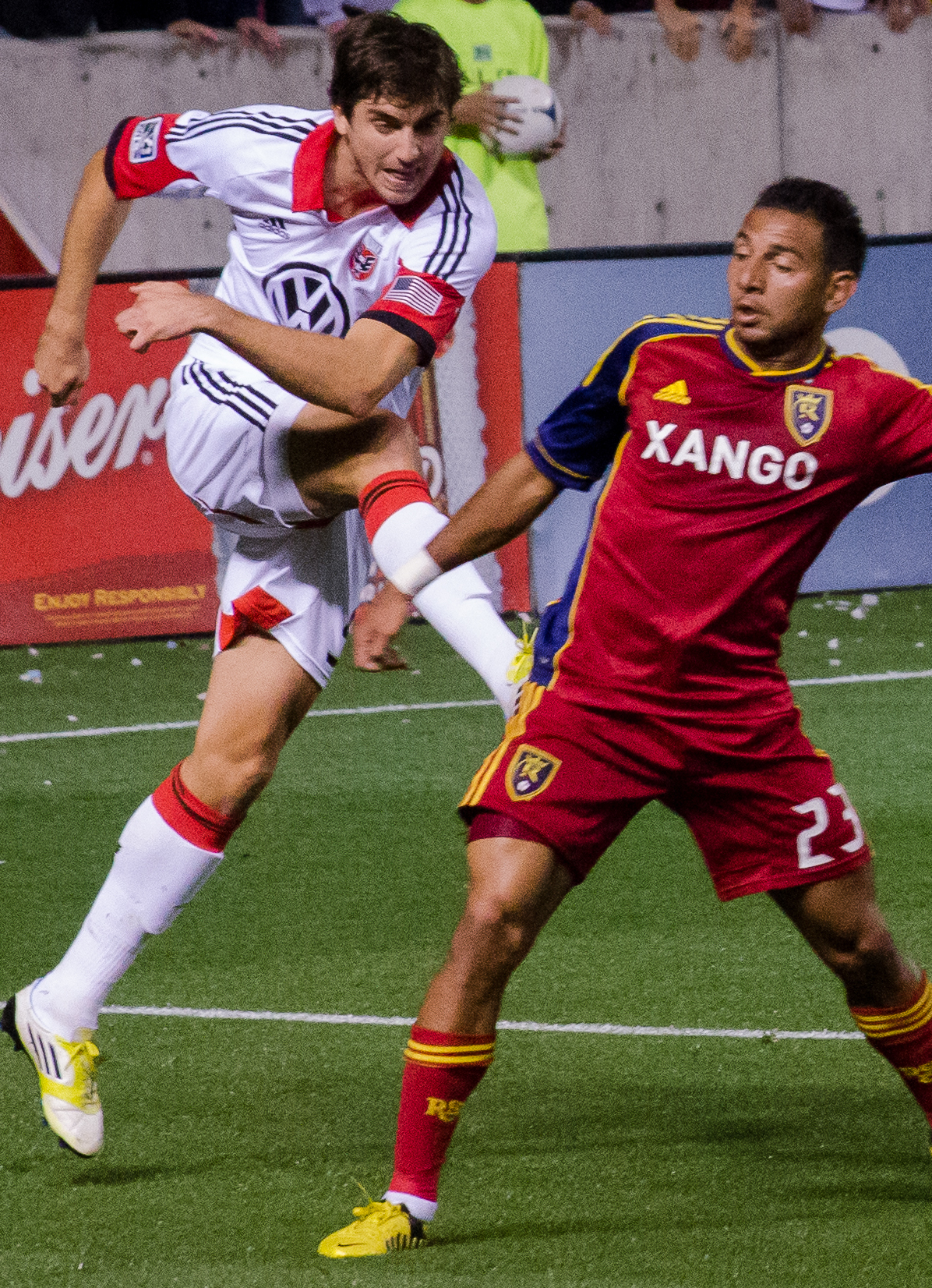
Якович у складі «Ді Сі Юнайтед»

Якович почав виступати за команду Вищої Скарлетовської академії різних віків. Також у складі юнацької збірної Канади він двічі виграв Кубок Онтаріо. У віці 18 років Деян їздив на перегляд у белградський ОФК, але не підписав контракт. Після цього він вступив у університету штату Алабама в Бірмінгемі, де протягом чотирьох років виступав за університетську команду в NCAA. Також у 2007 році він грав за канадську команду «Канадіан Лайонз» в Канадській футбольній лізі.
28 червня 2008 року Якович підписав контракт з сербською «Црвеною Звездою» після успішного перегляду. Деян зіграв три матчі під керівництвом Зденека Земана, але після зміни тренера втратив місце в основному складі і не зіграв більше жодної гри. Після півроку Якович почав шукати інші варіанти продовження кар'єри. В грудні було оголошено, що Деян перейде в «Рад», але в лютому 2009 угода зірвалася.
27 лютого 2009 року Якович перейшов в «Ді Сі Юнайтед». 22 березня у матчі проти «Лос-Анджелес Гелексі» він дебютував в MLS. 27 травня 2012 року в поєдинку проти «Нью-Інгленд Революшн» Якович забив свій перший гол.
З січня 2014 року три сезони захищав кольори японського клубу «Сімідзу С-Палс» і покинув команду 5 лютого 2017 року.
У березні 2017 року Якович підписав контракт з клубом NASL «Нью-Йорк Космос». Відтоді встиг відіграти за команду з Нью-Йорка 9 матчів в національному чемпіонаті.

## Виступи за збірну
У 2008 році Якович брав участь у відбіркових матчах до Олімпійським іграм у Китаї.
30 січня 2008 року дебютував в офіційних матчах у складі національної збірної Канади в зустрічі проти Мартиніки.
У 2009 році він у складі збірної взяв участь у Золотому кубку КОНКАКАФ. На турнірі він зіграв у матчах проти збірних Сальвадору, Ямайки та Гондурасу.
У 2011 році Деян також потрапив в заявку на участь у Золотому кубку, але в рамках підготовки до турніру в поєдинку проти збірної Еквадору він отримав травму підколінного сухожилля і не зміг поїхати на змагання. У національній команді його замінив Девід Едгар.
У 2015 році Якович потрапив у заявку збірної на Золотий кубок КОНКАКАФ. На турнірі він зіграв у матчах проти збірних Коста-Рики, Ямайки та Сальвадору.
У 2017 році Якович вчетверте поїхав на Золотий кубок КОНКАКАФ. На цьому турнірі 7 липня Якович забив перший гол за збірну у матчі проти Французької Гвіани (4:2).
Наразі провів у формі головної команди країни 37 матчів, забивши 1 гол.

### Голи за збірну
| # | Дата         | Місце                           | Суперник          | Рахунок | Результат | Турнір                      |
| - | ------------ | ------------------------------- | ----------------- | ------- | --------- | --------------------------- |
| 1 | 7 липня 2017 | «Ред Булл Арена», Гаррісон, США | Французька Гвіана | 1–0     | 4–2       | Золотий кубок КОНКАКАФ 2017 |

## Досягнення
- Володар Відкритого кубка США (1): 2013[19]